# Занятия комитета грамотности
«Заня́тия комите́та гра́мотности» — журнал, выходивший ежемесячно в Санкт-Петербурге с 1863 по 1869 год.

## История
В 1862—1863 гг. носил название «Журнал комитета грамотности». Выпускался с 1863 по 1869 год в качестве прибавления к «Трудам Императорского Вольного экономического общества».
Редактировали журнал Н. Я. Ростовцев и Д. Ф. Студитский, с 1864  года — О. И. Паульсон. В 1863 году имел 93 подписчика.
В журнале публиковались протоколы заседаний комитета, списки членов и отчеты об их деятельности, а также сведения об открытии народных школ и читален, их работе и бюджете, присылавшиеся в комитет проекты организации системы народного образования, разборы учебных пособий и книг для народа.
Высказывания журнала об основных проблемах народного образования носили в целом консервативный характер. В проекте «Об устройстве народного обучения в России» (приложение к вып. VIII, 1863) доказывалось, что единственная цель обучения народа грамоте — дать ему возможность читать религиозные книги. Журнал выступал сторонником русификаторской политики царизма в Польше.
Основную часть членов комитета составляли чиновники центральных правительственных учреждений, но в журнале участвовали и некоторые прогрессивные общественные деятели и педагоги. Помещались статьи и выступления В. И. Водовозова, С. А. Ольхина, А. Ф. Погосского, Н. А. Сеньковского, М. И. Сухомлинова и других.